# Franklin Buchanan
Franklin Buchanan, ameriški admiral in poslovnež, * 13. september 1800, Baltimore, Maryland, † 11. maj 1874, Mobile, Alabama.
Po njem so poimenovali več ladij USS Buchanan.